# 238-я штурмовая авиационная дивизия
238-я штурмовая авиационная дивизия (238-я шад) — соединение Военно-Воздушных сил (ВВС) Вооружённых Сил РККА штурмовой авиации, принимавшее участие в боевых действиях Великой Отечественной войны.

## Наименования дивизии
- Управление ВВС 44-й армии

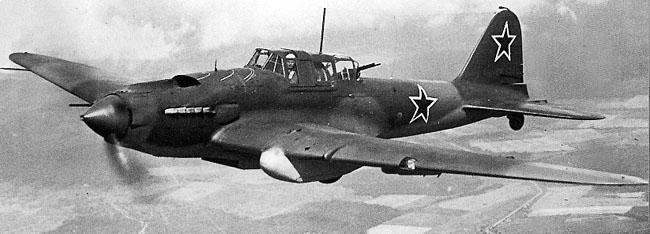
Ил-2

- Авиационная группа генерал-майора Нанейшвили
- 238-я штурмовая авиационная дивизия;
- 238-я смешанная авиационная дивизия.

## Создание дивизии
238-я штурмовая авиационная дивизия сформирована переформированием Авиационной группы генерал-майора Нанейшвили 8 июня 1942 года.

## Расформирование дивизии
238-я штурмовая авиационная дивизия в конце августа 1942 года в результате больших потерь была направлена в тыл на переформирование, часть её самолётов была передана в другие полки, а сама дивизия была расформирована в сентябре 1942 года.

## В действующей армии
В составе действующей армии:
- с 8 июня 1943 года по 15 сентября 1942 года.

## Командир дивизии
| Звание                | Имя                            | Период                  | Примечание |
| --------------------- | ------------------------------ | ----------------------- | ---------- |
| Генерал-майор авиации | Нанейшвили Владимир Варденович | 08.06.1941 — 15.09.1942 |            |

## В составе объединений
| Дата          | Фронт (округ)           | Группа                    | Армия               | Примечания |
| ------------- | ----------------------- | ------------------------- | ------------------- | ---------- |
| 08.06.1942 г. | Северо-Кавказский фронт | -                         | 5-я воздушная армия | -          |
| 03.09.1942 г. | Северо-Кавказский фронт | Черноморская группа войск | 5-я воздушная армия | -          |
| 15.09.1942 г. | Закавказский фронт      | Черноморская группа войск | 5-я воздушная армия | -          |

## Части и отдельные подразделения дивизии
За весь период своего существования боевой состав дивизии не претерпевал изменения:
| Период                  | Наименование                          | Вооружение |
| ----------------------- | ------------------------------------- | --- |
| 14.05.1942 — 12.07.1942 | 103-й штурмовой авиационный полк      | Ил-2, убыл в состав 216-й иад |
| 08.06.1942 — 07.08.1942 | 217-й штурмовой авиационный полк      | Ил-2, убыл на пополнение |
| 08.06.1942 — 21.06.1942 | 502-й штурмовой авиационный полк      | Ил-2, убыл на пополнение |
| 03.08.1942 — 19.09.1942 | 214-й штурмовой авиационный полк      | Ил-2, убыл на пополнение |
| 15.07.1942 — 29.07.1942 | 68-й истребительный авиационный полк  | имел в боевом составе 20 И-16, убыл в 265-ю иад                                                                                                   |
| 15.07.1942 — 03.08.1942 | 483-й истребительный авиационный полк | И-153, передал 12 экипажей на И-153 в 68-й иап и убыл в 6-й оутап                                                                                 |
| 02.08.1942 — 23.08.1942 | 269-й истребительный авиационный полк | ЛаГГ-3, убыл в 26-й зиап |
| 28.08.1942 — 16.09.1942 | 482-й истребительный авиационный полк | И-153, убыл в 26-й зиап |
| 31.08.1942 — 04.09.1942 | 628-й истребительный авиационный полк | Боевой работы не вёл, передал: 8 И-16 в 36-й иап, 2 И-16 в 47-й ПАМ, 2 Як-1 и 10 Як-7б в 25-й иап, 4 Як-1 в 47-й ПАМ. Убыл в состав 298-й иад ПВО |
| 16.07.1942 — 28.07.1942 | 805-й истребительный авиационный полк | ЛаГГ-3, возвращён в состав 265-й иад |

## Участие в операциях и битвах
- Армавиро-Майкопская операция — с 6 августа 1942 года по 17 августа 1942 года.
- Новороссийская оборонительная операция — с 3 сентября 1942 года по 19 сентября 1942 года

## Итоги боевой деятельности
В боях в районе Армавира погибли 34 лётчика. В этом районе уничтожено 118 танков и 460 автомашин с грузами и живой силой, разрушено 10 переправ, проведено 12 воздушных боев и сбито 8 самолётов.
В результате больших потерь 238-я штурмовая авиадивизия была направлена в Красноводск на переформирование. Часть её самолётов была передана в другие полки.